# Album (альбом Public Image Ltd)
Album (также известный как Compact Disc или Cassette — в зависимости от формата физического носителя) — пятый студийный альбом группы Public Image Ltd, вышедший в 1986 году. В этом альбоме Джон Лайдон был постоянным участником группы, его поддерживали музыканты, собранные продюсером Биллом Ласвеллом.

## Об альбоме
Большинство песен было написано Лайдоном с Марком Шульцем и Джебином Бруни и зарегистрированных в сентябре и октябрь 1985 года. В песнях «Round and Round (European Cars)», «Fair-weather Friend», «Fishing (Pearls Before Swine)», «Black Rubber Bag» и «Things in Ease». «Fair-weather Friend», музыку сочинили Шульц и Бруни.
В 1981 году журнал NME напечатал первоапрельскую шутку о том, что PiL хотят заручиться помощью легендарного барабанщика группы Cream Джинджера Бейкера. Но спустя шесть лет шутка фактически осуществилось, когда Билл Ласвелл уговорил его стать одним из барабанщиков в альбоме.

## Обложка альбома и упаковка
Концепция упаковки представляет собой смесь фирменного бренда продукции в начале 80-x для сети американских супермаркетов Ральфс (темно-синий шрифт и голубая полоса на белом фоне).

## Запись сессии
Альбом был записан в конце 1985 года в Нью-Йорке. Джинджер Бейкер и Тони Уильямса были записаны в студии The Power Station с инженером Джейсоном Корсаро. Стив Вай, ведущий гитарных партий, сначала записывался в студии Electric Lady, а потом в RPM и Quad Recording Studios, все записи с инженером Роберт Муссо. Все записи были сделаны за три недели, плюс неделя микширования в The Power Station.

## Список композиций
| №  | Название  | Музыка и слова                        | Длительность |
| -- | --------- | ------------------------------------- | ------------ |
| 1. | «F.F.F.»  | Джон Лайдон, Билл Ласвелл             | 5:32         |
| 2. | «Rise»    | Джон Лайдон, Билл Ласвелл             | 6:04         |
| 3. | «Fishing» | Джон Лайдон, Джебин Бруни, Марк Шульц | 5:20         |
| 4. | «Round»   | Джон Лайдон, Марк Шульц               | 4:24         |

| №  | Название | Музыка и слова                        | Длительность |
| -- | -------- | ------------------------------------- | ------------ |
| 1. | «Bags»   | Джон Лайдон, Джебин Бруни, Марк Шульц | 5:28         |
| 2. | «Home»   | Джон Лайдон, Билл Ласвелл             | 5:49         |
| 3. | «Ease»   | Джон Лайдон, Джебин Бруни             | 8:09         |

## Участники записи
- Джон Лайдон — вокал
- Билл Ласвелл — бас-гитара (1, 2, 3, 4, 5, 6)
- Тони Уильямс — барабаны (1, 2, 6)
- Джинджер Бейкер — барабаны (3, 4, 5, 7)
- Стив Вай — гитара
- Ники Скопелитис[англ.] — гитара (1, 2, 3, 4, 6)
- Йонас Хелльборг[англ.] — бас-гитара (7)
- Берни Уоррелл[англ.] — электрические органы (1, 4, 5,)
- Рюити Сакамото — синтезатор (2, 3, 5, 7)
- Малачи Фейворс[англ.] — контрабас (3, 5)
- Айиб Диенг[англ.] — чантан (4)
- Стив Турре — диджериду (7)
- Л. Шанкар[англ.] — электроскрипка (2, 4)
- Бернард Фоулер[англ.] — бэк-вокал

## Чарты
- Альбом вошёл в британский чарт альбомов, где занимал #14 место в течение шести недель, на 15 февраля 1986 года.
- Сингл «Rise» вошёл в британский Top75, где занимал #11 в течение восьми недель, на 1 февраля 1986 года.
- Сингл «Home» вошёл в британский Top75, где занимал #75 в течение одной недели, на 3 мая 1986 года.
- В США альбом вошёл в Billboard 200, где занимал #115 место в течение шестнадцати недель, на 12 апреля 1986 года.
- Сингл «World Destruction» записанный вместе с группой Time Zone вошёл в британский Top75, где занимал #44 в течение девяти недель, на 19 января 1985 года.
- В Канаде альбом вошёл в чарт альбомов, где занимал #95 место в течение пяти недель, на 5 апреля 1986 года.
- В Новой Зеландии альбом вошёл в Top 50, где занимал #34 место в течение двух недель, на 27 апреля 1986 года.
- В Новой Зеландии сингл «Rise» вошёл в Top 50, где занимал #29 в течение четырёх недель, на 30 марта 1986 года.
- В Новой Зеландии сингл «World Destruction» вошёл в Top 50, где занимал #12 в течение пяти недель, на 21 апреля 1985 года.